# Småsporigt gömskinn
Småsporigt gömskinn (Paullicorticium delicatissimum) är en svampart som först beskrevs av H.S. Jacks., och fick sitt nu gällande namn av Liberta 1962. Enligt Catalogue of Life ingår Småsporigt gömskinn i släktet Paullicorticium,  och familjen Hydnaceae, men enligt Dyntaxa är tillhörigheten istället släktet Paullicorticium,  och klassen Agaricomycetes. Arten är reproducerande i Sverige. Inga underarter finns listade i Catalogue of Life.